# Atractodes compressus
Atractodes compressus là một loài tò vò trong họ Ichneumonidae.